# Амаијур
Амаијур је коалиција странака левице из шпанске покрајине Баскије. Коалиција је име добила по месту у покрајини Навара.
Амаијур су 27. септембра 2011. основале партије Еуско Алкартасуна, Алтернатива, Аралар као и друге левичарске групе и појединци из Баскије. Коалиција је на изборима 2011. освојила 7 места у Конгресу и 3 у Сенату.